# Нагарджуна
Нага́рджуна (санскр. नागार्जुन, IAST: Nāgārjuna — «серебряный змей»; кит. 龍樹, Lóngshù Луншу; яп. 龍樹, Рю: дзю; кор. 용수, Ёнъсу; телугу నాగార్జునా) — выдающийся индийский мыслитель, развивший идею о «пустотности» дхарм; основатель буддийской школы мадхъямака и ведущая фигура в философии буддизма махаяны.
В махаяне почитается как второй Будда, сумевший раскрыть глубокий философский смысл Дхармы.
Принадлежит к числу 84-х махасиддх буддизма махаяны и ваджраяны.

## Биография
Точные годы жизни Нагарджуны неизвестны, предположительно II — III века н. э. (150 — 250 гг.), сведения о нём переплетаются с фантастическими и мифологическими сюжетами, отчего трудно определить подлинные события его жизни. Ряд традиционных текстов утверждает, что он жил 600 лет (со II века до н. э.). Некоторые исследователи предполагают, что след в религиозной истории Индии оставили сразу несколько человек с именем Нагарджуна, и этим фактом объясняется сверхчеловеческая продолжительность жизни легендарного Нагарджуны. Немецкий индолог Макс Валлесер после продолжительного изучения проблемы историчности Нагарджуны пришёл к выводу о том, что Нагарджуны как исторической личности никогда не существовало. 
По сведениям Кумарадживы (IV — V века) Нагарджуна родился в брахманской семье на юге Индии и прошёл полный курс брахманистского образования, а затем обратился в буддизм сам и обратил местного царя; по сообщениям Сюаньцзана (VII век), деятельность Нагарджуны проходила в Северо-Восточной Индии.
Е. А. Торчинов, ссылаясь на тибетские и китайские буддийские источники, прежде всего, на написанное на санскрите в XI веке «Жизнеописание 84-х махасиддхов», приводит следующие биографические данные:

В юности он был учеником одного индуистского йогина, который научил Нагарджуну и его друзей
 становиться невидимыми.  
Юноши использовали эту способность весьма легкомысленно: они стали
 проникать в царский гарем и развлекаться с его обитательницами. Царь, однако, очень скоро
 понял, в чем дело, и переловил всех невидимок, кроме Нагарджуны.  
Их гаремные развлечения
 закончились на плахе, а Нагарджуна был настолько потрясен последствиями легкомыслия и 
 привязанности к чувственным удовольствиям, что немедленно стал буддийским монахом, 
 отправившись на север, в знаменитый монастырь Наланду.  
Плодом его напряжённых размышлений стало видение, определившее характер философского учения Нагарджуны.
Он увидел ступу, окруженную Буддами и Бодхисаттвами. Нагарджуна открыл ступу и увидел внутри
 ещё одну, точно такую же. Тогда он решил найти самую первую, исходную, ступу. Он открыл вторую
 ступу и увидел внутри такую же третью, в ней — четвертую и так далее до бесконечности. И понял
 тогда Нагарджуна, что никакой первой ступы, иначе говоря, первосубстанции, первоосновы, нет и
 не может быть.  
Это понимание сделало его достойным обрести сутры Праджня-парамиты,
 Запредельной Премудрости, скрытые за пятьсот лет до того Буддой у змеев-нагов.  
Нагарджуна
 спустился в подводный дворец царя нагов и обрёл там сутры Праджня-парамиты, медитация над
 которыми и привела его к разработке философской системы (или, быть может, «антисистемы»).
Нагарджуна много лет был настоятелем Наланды, однако в старости он вернулся в родные места,
 куда его пригласил правивший тогда царь, надеявшийся на то, что Нагарджуна станет его гуру,
 духовным наставником. Нагарджуна согласился, и царь построил для него новый монастырь,
 получивший позднее название Нагарджуниконда (его руины сохранились до нашего времени). 

Учение Нагарджуны распространилось в Китай в текстах и практиках буддийской школы Саньлунь (кит. - «Школа Трёх Трактатов»). К нему возводят философию Праджняпарамиты и её основополагающий текст «Махапраджняпарамита-шастра» (кит. 大智度論, Да чжиду лунь, «Трактат о переправе с помощью великой мудрости»). 
С  деятельностью Нагарджуны связан знаменитый индийский  буддийский университет Наланда.

## Учение
Нагарджуна подверг критике существующие на тот момент трактовки учения Будды, полемизировал с противниками буддизма, участвовал в миссионерской деятельности, уже при жизни почитался бодхисаттвой, а после ухода стал объектом почитания.
Исходным пунктом для дискурса Нагарджуны является признание им принципа причинно-зависимого происхождения (санскр. — пратитья-самутпада) в качестве методологической основы. Главный вывод Нагарджуны: всё существует лишь постольку, поскольку является причинно обусловленным, и нет ничего (ни одной дхармы), что было бы не причинно обусловлено. А это означает, что ничто (ни одна дхарма) не обладает своебытием (санскр. - свабхава), то есть нет такой сущности, которая бы самодовлела, которая существовала бы сама по себе, в силу своей собственной природы. Раз это так и всё причинно обусловлено, никаких самосущих сущностей нет, ибо заимствованное бытие не есть подлинное бытие, подобно тому как взятые в долг деньги не есть настоящее богатство. Цепь причинной обусловленности разомкнута: никакого абсолютного «заимодавца» (Бога, Абсолюта) нет, и явления бесконечно сами обусловливают существование друг друга.
Таким образом, все дхармы пусты, бессущностны и безопорны. Таким образом, теория мадхьямака дополняет старую Абхидхарму: её принцип «пудгала найратмья» («бессамостность личности») дополняется новым, а именно: принципом «дхарма найратмья» («бессамостность дхарм»). Теперь уже бессмысленно «различать дхармы»: они вполне «равностны» относительно друг друга (самата) в их пустотности. Поэтому и праджня не может пониматься более как различающая мудрость; теперь это внесемиотичное постижение (интуирование) природы реальности, природы того, что поистине есть.
Как говорится в «Сутре сердца Праджня-парамиты»:
«Для всех дхарм пустота — их [общий] сущностный признак. Они не рождаются и не гибнут, не загрязняются и не очищаются, не увеличиваются и не уменьшаются». Всё же, что семиотично, знаково, описываемо, вербализуемо, — лишь видимость и кажимость, плод деятельности различающей мысли (санскр. - викальпа) и её конструкт (кальпана).
Любая попытка создать адекватную реальности метафизическую систему или релевантную онтологию обречена на провал; думая, что мы описываем бытие, мы описываем лишь наши представления о бытии, созданные нашей различающей мыслью, положившей прежде всего субъект-объектную дихотомию как условие эмпирического познания. Вначале мы навешиваем на реальность ярлыки, а потом принимаемся изучать их, принимая их за саму реальность, или, другими словами, принимаем за луну палец, указывающий на луну (образ китайской даосской литературы, активно использовавшийся, однако, и китайскими буддистами).
Доказывая непригодность философских категорий (как буддийских школ, так и брахманистских) для описания реальности и создания адекватной онтологии, Нагарджуна применяет своеобразную отрицательную диалектику, получившую название «прасанга» («отрицательное аргументирование»).

Язык в принципе не может адекватно описать реальность, ибо все языковые формы неадекватны реальности. Неадекватно ей и философское мышление, оперирующее понятиями и категориями. Логическое мышление не в силах постичь реальность как она есть, а язык — описать её. Следовательно, никакая онтология, никакая «наука о бытии» невозможна, ибо она всегда будет связана не с реальностью, а с нашими представлениями о ней или даже с некоей псевдореальностью, сконструированной нашими мыслительными навыками и ложными представлениями. Всё реальное — неописываемо, всё описываемое — нереально.— Е. А. Торчинов «Религии мира»
В «Мула-мадхьямака-кариках» Нагарджуна рассматривает и отвергает как нерелевантные на уровне абсолютной истины (санскр. - парамартха) такие относительные категории, как причинность, движение, время, пространство, количество и ряд других. Рассмотрим два примера: критику Нагарджуной отношения «причина-следствие» и критику буддийской теории мгновенности и категории «время».
Нагарджуна задаёт вопрос: как соотносятся причина и следствие? Можем ли мы сказать, что следствие отлично от причины? Нет, не можем, потому что в таком случае невозможно доказать, что данное следствие является следствием именно этой, а не какой-либо другой причины. Может быть, следствие и причина тождественны? Тоже нет, потому что тогда их вообще бессмысленно различать. Может быть, причина и следствие и тождественны, и различны? Нет, это тоже невозможно, потому что этот взгляд будет сочетать ошибки двух первых утверждений. Можно ли сказать, что причина производит следствие? Нельзя, потому что в таком случае мы должны предположить возможность следующих альтернатив: а) следствие уже присутствовало в причине; б) следствие не предсуществовало в причине, но появилось заново; в) имело место и то, и другое вместе. Эти альтернативы равно невозможны. В первом случае вообще нельзя говорить о причине и следствии, поскольку это просто одно и то же. Во втором случае утверждается нечто невероятное, поскольку бытие и небытие, подобно жизни и смерти, свету и тьме, являются контрарными (взаимоисключающими) противоположностями, и если чего-то нет, то его не может быть — «нет» не может перейти в «да», из «ничего» не может получиться «нечто». Третий случай сочетает некорректность и первого, и второго вариантов. Таким образом, причина не порождает следствие, ничто вообще не может быть произведено. Причинность пуста.
Приблизительно так же Нагарджуна показывает некорректность категории «время». Что такое время? Это прошлое, настоящее и будущее. Но, понятно, что ни одно из этих измерений не «своебытно», они существуют лишь относительно друг друга, целиком определяясь друг другом: понятие «прошлое» имеет смысл только относительно будущего и настоящего, будущее — относительно прошлого и настоящего, а настоящее — относительно прошлого и будущего. Но прошлого уже нет. Будущего — ещё нет. Где же тогда настоящее? Где тот самый «миг между прошлым и будущим, который называется „жизнь“»? Ведь это якобы реальное «настоящее» существует относительно двух фикций — того, чего уже нет, и того, чего ещё нет.
Таким образом, получается странная картина: эмпирически существуют и причинность, и время, и пространство, и движение, но как только мы пытаемся рационально проанализировать категории, обозначающие эти явления, мы немедленно оказываемся погружёнными в океан неразрешимых противоречий. Следовательно, все философские категории являются лишь продуктами нашей умственной деятельности, совершенно непригодными для описания реальности, как она есть.
Отсюда Нагарджуна переходит к теории двух истин, или двух уровней познания. Первый уровень познания — уровень эмпирической реальности (санскр. — санвритти сатья), соответствующий повседневной практике. Применительно к этому уровню можно говорить об условном существовании причинности, движения, времени, пространства, единства, множественности и тому подобного. Этот уровень отличается от чистой иллюзии — снов, галлюцинаций, миражей и прочих видимостей, подобных «рогам у зайца», «шерсти у черепахи» или «смерти сына бесплодной женщины». Но он столь же иллюзорен относительно уровня абсолютной, или высшей, истины (санскр. -парамартха сатья). Этот уровень недоступен для логического дискурса, но постижим силами йогической интуиции, являемой в ходе медитации.
С применением отрицательной диалектики мадхьямаки связаны и идеи известного «атеистического» (точнее — антикреационистского) трактата Нагарджуны («О том, что Вишну не мог сотворить мир…»), переведённого в 1920 году на русский язык Ф. И. Щербатским. В этом трактате Нагарджуна высказывает следующие антикреационистские аргументы. Во-первых, теисты говорят, что поскольку всё имеет причину, то и мир в целом тоже должен иметь свою причину, и эта причина — Бог. Однако в таком случае Бог также должен иметь свою причину, она — свою и так далее до бесконечности. Совершенно непонятно, почему цепь причинной обусловленности должна заканчиваться на Боге. Во-вторых, всякое действие предполагает некоторую цель, а наличие такой цели — несовершенство деятеля. Если Бог творит мир — значит, ему это зачем-то нужно, ему чего-то не хватает, а следовательно, он не является совершенным и самодостаточным, что противоречит самой идее Бога. А значит, или Бог не творит мир, или он не совершенен, то есть не является Богом в теистическом понимании. Если же Бог творит мир без мотива и цели, то он подобен маленькому неразумному ребёнку, который сам не понимает, что он делает, а это также несовместимо с понятием о Боге. Наконец, идея творения сама по себе внутренне противоречива: ведь если мира нет, то он не мог и появиться, ибо из небытия не может возникнуть бытие, а из ничего — нечто.
Из своих посылок Нагарджуна делает ещё один вывод, чрезвычайно важный для философской доктрины махаяны: он утверждает тождественность сансары и нирваны:

Нет разницы вообще

Между Нирваной и Сансарой.

Нет разницы вообще

Между Сансарой и Нирваной.

Что является пределом Нирваны,

Есть также и предел Сансары.

Между этими двумя мы не можем найти

Даже слабейшей тени различия.
— Нагарджуна. Муламадхъямака-карика, XXV, 19-20
Это утверждение Нагарджуны допускает два истолкования, и они оба использовались в буддийской традиции. Во-первых, можно сказать, что сансара есть иллюзорный, сконструированный различающим сознанием аспект нирваны, исчезающий при правильном постижении реальности, подобно тому как исчезает змея, за которую по ошибке была в темноте принята верёвка после осознания этой ошибки. В таком случае все живые существа были, есть и всегда будут Буддами. Они никогда не вступали в сансару и изначально пребывают в нирване. Все страдания сансары, весь безначальный круговорот рождений-смертей есть лишь только иллюзия, которая должна быть устранена высшим знанием — Праджня-парамитой, Запредельной Премудростью.
Второе истолкование связано с релятивизмом Мадхъямаки. Поскольку нирвана есть нирвана лишь относительно сансары, а сансара такова лишь относительно нирваны, то ни сансара, ни даже нирвана не обладают своебытием (свабхава — санскр.), а следовательно, они тоже пусты и бессущностны, и их общая татхата (санскр. «таковость», «этость») или подлинная природа есть шуньята (пустотность). Бодхисаттва постигает пустотность как сансары, так и нирваны и так обретает состояние Будды.

## Сочинения
(В соответствии со статьёй В. К. Шохина Философский энциклопедический словарь)
Из приписываемых Нагарджуне порядка двухсот сочинений наиболее достоверными считаются следующие пять:
1. «Муламадхьямика-карики» (кит. 中論頌, «Строфы, основополагающие для учения о срединном пути») — около четырёхсот пятидесяти стихов, распределённых по двадцати семи главам. Текст посвящён теме «пустотности» (санскр. — шуньята) эмпирической реальности и тех понятий, на которых основывается опыт её познания. Критика общепринятых понятий осуществляется Нагарджуной на двух уровнях истины — относительной и абсолютной. Текст карики построен на парадоксах, и у последующих мыслителей вызывал различные толкования. Поначалу многие западные комментаторы, опираясь на поверхностное толкование учения Нагарджуны, считали понятие пустоты всеобщим отрицанием, а буддийскую философию — примером крайнего нигилизма, но во второй половине XX века после развития буддологии и более тщательного знакомства с традицией, интерпретация Нагарджуны как нигилиста стала встречаться редко.
2. В семидесятистишье «Виграка-вьявартани» (кит. 空七十論, Кун ци ши лунь, «То, что устраняет дискуссии»), сопровождаемом автокомментарием, развивается центральная доктрина Нагарджуны — учение о «пустотности», которая отождествляется с законом зависимого происхождения состояний существования индивида и отсутствием у вещей собственной природы. Здесь же Нагарджуна критикует общеиндийскую эпистемологию — учение об источниках знания — и пытается опровергнуть основной довод противников «негативной диалектики» (которая, чтобы быть последовательной, должна отрицать, по их суждению, и самое себя).
3. «Юктишаштика» (кит. 六十頌如理論, «Шестьдесят стихов о логической когерентности») перекрывает, несмотря на ограниченный объём, множество тем, начиная с зависимого происхождения состояний бытия индивида и завершая характеристикой «великих душ», которые уже достигли «освобождения» или приближаются к нему и которым противопоставляются души, приверженные страстям и «заключённые в клетку объектов».
4. В «Вайдалья-пракаране»(«Трактат об обращении в пыль ложных учений») подвергается критике учение ньяи, прежде всего её система 16 диалектических топиков.
5. «Ратна-вали» (кит. 宝行王正論, Бао син ван чжэн лунь, «Гирлянда драгоценностей») — стихотворный трактат из пяти глав по 100 стихов в каждой — посвящена этической, сотериологической и политической проблематикам в перспективе философии Мадхъямаки.

## Ученики
Последователи Нагарджуны начиная с эпохи деятельности Кумарадживы стали основателями важных махаянских школ и за пределами Индии. Речь идёт прежде всего о китайской школе Саньлунь (кит. - школа трёх трактатов), основанной в VI веке монахом Цзицзаном (в Японии называлась Санрон-сю) и развивавшей учения о двух уровнях истины, о «пустотности» (шуньята) и о том, что сокровенное учение Будды не может быть передано понятийным языком (критика которого и была осуществлена Нагарджуной). Для школы Тяньтай (по-японски — Тэндай), основанной его современником Цзицзана — Чжии, учение Нагарджуны является фундаментом учения, согласно которому, хотя вещи и являются «пустыми», они имеют определённое временное существование, доказываемое нашим восприятием их, и существует ещё третье начало, которое должно связывать эти два параметра их бытия. Значительно влияние учения Нагарджуны и на школу чань (дзэн), наследие которого включает «мадхьямиковские коаны». Камалашила сыграл важную роль в распространении учения Нагарджуны в Тибете — благодаря победе, одержанной им в 792 над оппонентом, представлявшим одну из китайских школ (правда, эта победа стоила ему жизни).
Наиболее известным учеником Нагарджуны был Арьядэва (III век). , создатель так называемой мадхьямака-прасангики, или «радикальной мадхьямаки» (в отличие от мадхьмака-сватантрики, «умеренной мадхьямаки»).
Основными комментаторами его трудов были — Буддапалита (V век), Бхававивека (VI век) и Чандракирти (VII век).

## В иконографии
Нагарджуна часто изображается в виде композитного существа, включающего в себя характерные черты человека и нага. При этом элементы нага венчают и защищают человеческую голову. Представление о нагах происходит из индийской религиозной культуры, где они описываются как мудрые змеи или драконы, ответственные за дожди, озёра и другие водоёмы. В буддизме махаяны наги являются архатами, то есть это мудрые существа, достигшие полного и/или частичного освобождения от клеш и вышедшие из «колеса перерождений».